# Верхні Петрівці
Ве́рхні Петрівці — село в Україні, у Чернівецькому районі Чернівецької області. Центр Петровецької сільської громади.

## Географія
Буковинське село Верхні Петрівці розташоване на лівому березі річки Малий Серет.

## Історія

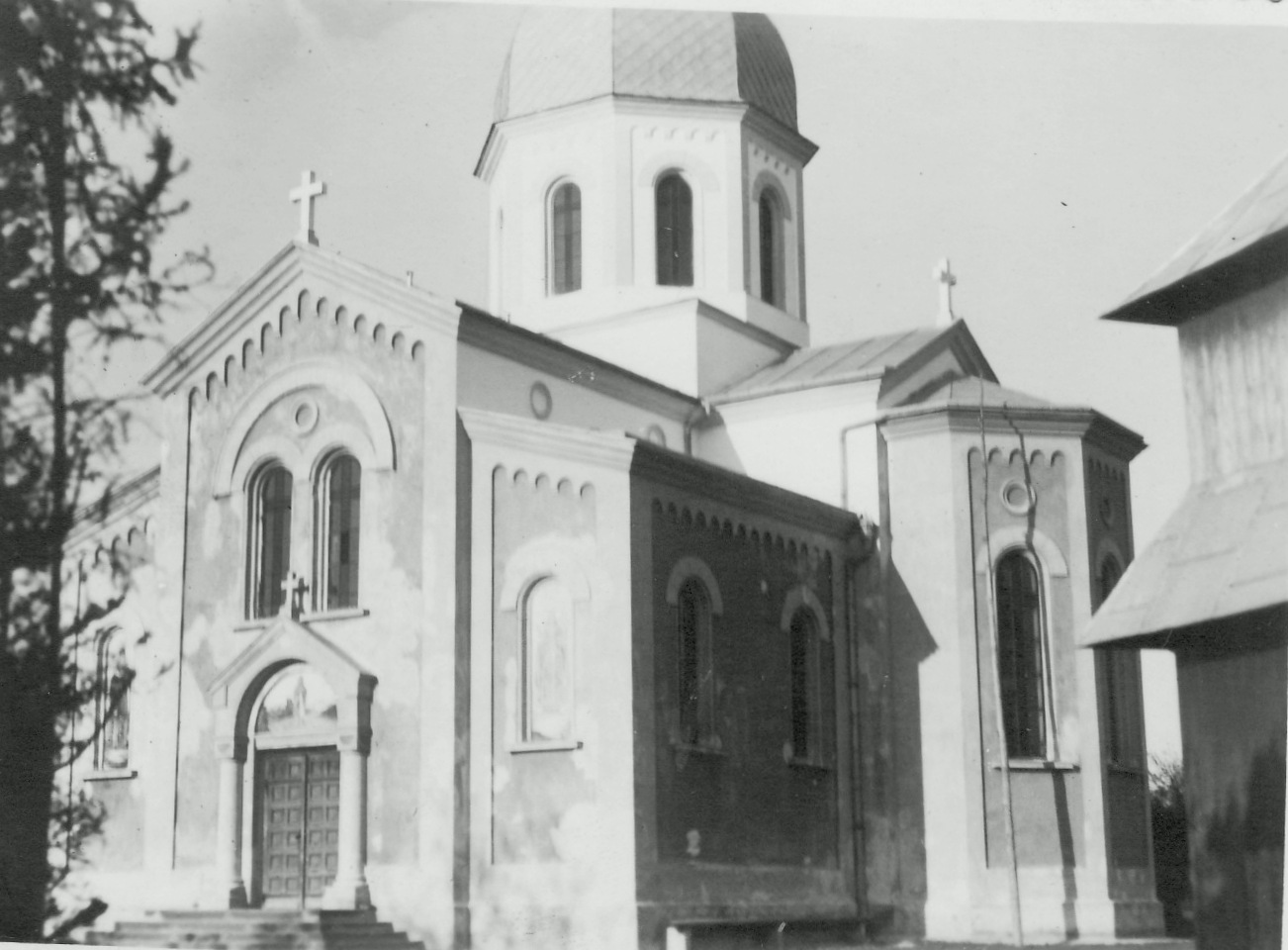
Церква, 1936 рік

1848 року жителі села одержують земельні ділянки. 
Петрівецькі селяни брали участь в повстанні буковинців проти австрійської влади під проводом Лук'яна Кобилиці. 
29 червня 1905 року жителі села брали участь у масовій демонстрації солідарності з першою російською революцією, що відбулася в Чернівцях. Після того селяни силою захопили поміщицьке пасовисько, австрійська влада надіслала в село загін жандармів, який приборкав селян та захистив поміщиків.
1917 року селяни вимагали переділу поміщицьких земель, встановлення нових порядків. У червні того року в селі було спалено пилораму поміщика Друкмана.  
У квітні 1941 року жителі села та сусідніх населених пунктів, не будучи згідними зі становленням нових порядків радянської влади, беруть участь у мирному поході з надією перейти радянсько-румунський кордон в Румунію. Їх поблизу Білої Криниці — урочище «Варниця» — зустріли кулеметним вогнем прикордонники. Попередження про незаконність акції не вплинули навіть після попереджувальних пострілів у повітря, вбитих не було пораховано.
Під час Другої світової війни з 8 липня 1941 року по березень — квітень 1944 року село перебувало у складі Румунії. 
З 24 серпня 1991 року село входить до складу незалежної України.

## Населення
Населення з перепису 2001 року становило 3747 осіб.

## Інфраструктура
У селі функціонують:
- лікарня,
- заправка,
- 3 ресторани,
- декілька магазинів,
- церква та монастир,
- відділ «Нової Пошти» та відділ «Укрпошти».